# Estuaire de la Loire - Baie de Bourgneuf
Estuaire de la Loire - Baie de Bourgneuf este o arie protejată (arie de protecție specială avifaunistică — SPA) din Franța întinsă pe o suprafață de 80.202 ha, integral marine.

## Localizare
Centrul sitului Estuaire de la Loire - Baie de Bourgneuf este situat la coordonatele 47°05′43″N 2°16′07″W / 47.09528°N 2.26861°V.

## Înființare
Situl Estuaire de la Loire - Baie de Bourgneuf a fost declarat arie de protecție specială avifaunistică în baza directivei 79/409 din 1979 referitoare la conservarea păsărilor sălbatice pentru a proteja 37 de specii de animale.

## Biodiversitate
Situată în ecoregiunea atlantică, aria protejată nu include niciun habitat protejat.
La baza desemnării sitului se află mai multe specii protejate de  păsări (37): alca (Alca torda), Aythya marila, Branta bernicla, Catharacta skua, chirighiță neagră (Chlidonias niger), cufundar polar (Gavia arctica), cufundar mare (Gavia immer), cufundar mic (Gavia stellata), Hydrobates pelagicus, Larus argentatus, pescăruș sur (Larus canus), pescăruș negricios (Larus fuscus), Larus marinus, pescăruș-cu-cap-negru (Larus melanocephalus), Larus michahellis, pescăruș mic (Larus minutus), pescăruș râzător (Larus ridibundus), rață catifelată (Melanitta fusca), rață neagră (Melanitta nigra), Mergus serrator, sula bassana (Morus bassanus), Phalacrocorax aristotelis, cormoran mare (Phalacrocorax carbo), notatiță cu cioc lat (Phalaropus fulicarius), corcodel mare (Podiceps cristatus), corcodel-cu-gât-negru (Podiceps nigricollis), Puffinus puffinus, Puffinus puffinus mauretanicus, Rissa tridactyla, eider (Somateria mollissima), lup de mare mic (Stercorarius parasiticus), Stercorarius pomarinus, chiră mică (Sterna albifrons), chiră de baltă (Sterna hirundo), Sterna paradisaea, chiră de mare (Sterna sandvicensis), Uria aalge.